# さがらよしあき
さがら よしあき （本名：相良 好章）は、日本のコピーライター、作詞家。キャッチコピーの仕事から小林亜星に見出され、作詞家の道へ。特に1980年代のアイドル全盛時にヒットチャートを席捲した。

## 主な楽曲
- 秋ひとみ「ふたり坂」「ジャニスの部屋」
- 稲垣潤一「月曜日にはバラを」「生まれる前にあなたと…」「誰がために…」「Dear John」「Mr.Blue」「楽園伝説」「風になりたい夜」「時を越えて」
- 河合奈保子「悲しみのアニバァサリー」
- 吉川晃司「Rainy Lane」
- SALLY「バージンブルー」
- 柴田恭兵「WAR」
- スラップスティック「シーサイド・ハネムーン」「少年時代（ボーイズライフ）」「優しい時代」「愛ちゃん」「永遠の葉山」「夜間飛行」「男達の伝説」「青春浪漫」
- Lead「バージンブルー」
- 矢沢永吉「くちづけが止まらない」

### アニメ・特撮ソング
- 『大戦隊ゴーグルファイブ』
  - 「熱風シャドウ」
  - 「ゴーグルVのマーチ-We are Goggle V-」
  - 「エレクトリック・マジックコンボイ」
- 『宇宙刑事ギャバン』
  - 「電光石火ギャバン -DISCO GAVAN-」
- 『科学戦隊ダイナマン』
  - 「炎の戦士～FIRE CREW～」
  - 「白昼（まひる）の嵐～BOMBER TWIST～」
  - 「エンドレスウェイ」
- 『宇宙刑事シャリバン』
  - 「スパーク! シャリバン」
  - 「SON OF SUN～太陽の息子（こ）～」
  - 「超次元戦闘母艦グランドバース」
- 『電撃戦隊チェンジマン』
  - 「電撃戦隊チェンジマン」
  - 「ソルジャー・ドラゴン～勇者の道～」
  - 「GREAT PASSION～情熱の嵐～」
  - 「マーメイド&フェニックス」
  - 「NEVER STOPチェンジマン」
- 『Dr.スランプ アラレちゃん』
  - 「Dancing Doll」
  - 「Funky Dr.」
  - 「SCHOOL GANGS ヨ・ロ・シ・ク」
  - 「OH! ほよよ」
  - 「HAPPY ISLAND」
- 『闘将!!拉麵男』
  - 「輝け!ラーメンマン」
  - 「希望への旅」